# Black Cat
Black Cat (jap. ブラックキャット, Burakku Kyatto) ist ein Manga des Zeichners Kentarō Yabuki, der vom Studio Gonzo auch als Anime-Fernsehserie umgesetzt wurde.
Das Werk handelt vom Kampf des Profikillers Train Heartnet gegen eine mächtige Organisation und lässt sich in die Genres Action, Shōnen, Science Fiction und Comedy einordnen.

## Szenario
In der Welt von Black Cat existiert eine weltweite Mafiaorganisation, die sich „Chronos“ nennt und einen Großteil der Weltpolitik und -wirtschaft kontrolliert. Sie ist inzwischen für die Welt unverzichtbar geworden und schaltet mit Hilfe ihrer Profikiller-Einheit „Chronos Numbers“, sich um weltweite Stabilität bemühend, Risikofaktoren aus. Die Chronos Numbers sind eine Einheit von 13 Profikillern, die direkt dem Ältestenrat von Chronos unterstellt ist.
Der Gegenpol von Chronos ist eine revolutionäre Gruppe von Taoisten, die „Apostel des Planeten“. Sie planen, die Vormachtstellung von Chronos zu brechen und selbst die Welt zu beherrschen. Im Moment noch in der Aufbauphase, versuchen sie genug Mitglieder zu rekrutieren, um Chronos ernsthaft bedrohen zu können.
Train Heartnet (トレイン＝ハートネット, Torein Hātonetto) ist die ehemals weltweit gefürchtete Nummer 13 der „Chronos Numbers“ mit dem Codenamen „Black Cat“. Als bei einem Ziel einmal Kinder im Weg waren, zögerte er kurz, was ihm lebensbedrohliche Verletzungen einbrachte. Jedoch rettete ihm die Sweeperin Saya Minatsuki (サヤ＝ミナツキ) das Leben. Sie blieben einige Zeit zusammen, und Train fand heraus, dass er in seinem Beruf eigentlich nie wirklich glücklich gewesen war. Creed Diskens (クリード＝ディスケン, Kurīdo=Disuken), einst ebenfalls Mitglied von Chronos, jedoch nicht gut genug für die „Numbers“, erkannte Sayas Einfluss auf Train und brachte sie um. Train wollte dennoch weiterhin aus Chronos aussteigen, was die Organisation zum Anlass nahm, ihn töten zu lassen. Train überlebte aber, was Chronos zuerst nicht merkte, und traf auf Sven Vollfied (スヴェン＝ボルフィード, Suven Borufīdo), mit dem er sich zu einer kleinen Sweeper-Gruppe zusammenschloss. Jedoch hasst er Creed weiterhin, weil dieser seine beste Freundin getötet hat. Train trägt eine Kette mit einem goldenen Glöckchen um den Hals und drückt damit auch seinen Status als „streunende Katze“ aus, trinkt außerdem sehr gerne Milch und isst gern gut und viel.
Der Kopfgeldjäger Sven, ein ehemaliger Fahnder des Internationalen Ermittlerbüros, wird sein Partner. Während seiner Arbeit als Fahnder musste Sven mit ansehen, wie sein früherer Kollege Lloyd Goldwin sich für ihn opferte. Lloyd der seinen Tod bereits vorhergesehen hatte, da er über das „Visionäre Auge“ verfügt, vererbte ihm nach seinem Tode einen Teil seiner Hornhaut, nach deren Transplantation auch Sven in Visionen kurze Zeit in die Zukunft schauen kann. Zusammen mit Train geht er häufig rauchend seinen alltäglichen Geschäften nach. Die beiden werden von der Meisterdiebin Linslet Walker (リンスレット＝ウォーカー, Rinsuretto Uōkā) angesprochen, die ihnen einen Job in der Republik Sapidoa anbietet.

## Handlung
Für den Auftrag müssen Sven und Train in die schwer bewachte Villa eines internationalen Gangsterbosses namens Rudman eindringen. Dieser betreibt Forschungen zur Entwicklung einer biologischen Waffe, deren Ergebnisse zu stehlen Linslets Auftrag ist. Durch den von Sven und Train gestarteten Frontalangriff auf die Villa gelingt ihr das auch, als sie die Forschungsergebnisse sieht, entscheidet sie sich allerdings, das Labor samt allen Erkenntnissen in die Luft zu sprengen. Sven und Train gelingt es währenddessen, Rudman zu fassen und das Ergebnis seiner Forschungen – die etwa zehnjährige Eve (イヴ, Ivu), die ihren Körper beliebig verformen und seine Struktur verändern kann – zu befreien. Sie lassen Rudman jedoch aus Rücksicht auf Eve zurück und verzichten auf das Kopfgeld. Stattdessen nehmen sie Eve mit, die ihnen, obwohl sie als Waffe erschaffen wurde, aus freien Stücken folgt. Sie selbst ist sehr intelligent und vergisst nie etwas, was sie gelesen hat. Jedoch hat sie auch ein großes Ego und bringt sich ständig selbst in Gefahren, mit denen sie allein nicht fertigwerden kann. Linslet trennt sich hier von den anderen und reist weiter zu ihrem nächsten Auftrag, der Rest der Gruppe entscheidet sich dafür, sich in El Cida zu entspannen, wo gerade der alljährliche Karneval stattfindet.
In El Cida angekommen wird Train von einem Mitglied einer Gruppe namens „Apostel des Planeten“ kontaktiert. Der Anführer dieser Gruppe von Revolutionären, die die Herrschaft über die Welt übernehmen wollen, ist Creed Diskens, ein ehemaliger Kollege von Train, mit dem dieser noch eine Rechnung offen hat. Nun bietet ihm dieses Gruppenmitglied ein Treffen mit Creed an. Train erscheint, um Creed zu töten, doch dieser hatte sich zuvor Linslet als Geisel genommen. Train lehnt das Angebot ab, Mitglied bei den „Aposteln des Planeten“ zu werden, und so kommt es zu einem Kampf zwischen Creed und Train. Dieser endet jedoch ohne Sieger, zeigt jedoch, dass die Gruppierung über magische Fähigkeiten verfügt, die selbst fast Toten das Leben retten kann.
Train trifft sich mit Linslet zum Essen. Diese hatte versprochen, ihn einzuladen. Doch es stellt sich heraus, dass sie dabei Hintergedanken hatte. Train soll sie zum Geburtstagsempfang von Madame Freshia begleiten, die zu jedem ihrer Geburtstage einen neuen Schatz vorstellt. Linslet kann sich diesen Schatz nicht entgehen lassen. Train soll sie begleiten, da ihre Tarnidentität eine verheiratete Frau ist. Also gehen beide auf den Empfang, während Eve und Sven im Wagen warten. Dort sieht Train, dass es sich tatsächlich auch für ihn lohnt, da der Profikiller Rugart Wong ebenfalls auf der Party ist. Dieser und Train gehen daraufhin auf den Gang, um sich zu duellieren, während die anderen Gäste nach unten, zur Besichtigung des neuen „Schatzes“ der Madame, gehen. Bevor ihr Duell entschieden wird, werden sie von einer Menge von Gästen unterbrochen, die durch den Gang fliehen. Der „Schatz“ der Madame ist nämlich ein durch Gentechnik zum Leben erweckter Tyrannosaurus Rex namens Flora, der aus seinem Käfig ausgebrochen ist und begonnen hat, die Gäste anzugreifen. Eve, die sich vom schlafenden Sven weg auf die Party geschlichen hat, versucht Flora auszuschalten, schafft es jedoch nicht. Knapp bevor sie und Linslet vom Dinosaurier gefressen werden, lässt sich Eve durch ihre Fähigkeit Flügel wachsen und rettet sich und Linslet in die Luft. Eve bittet Train etwas später, den Dinosaurier ohne ihn umzubringen auszuschalten, da er, wie sie, künstlich erschaffen wurde und nichts für seine Taten kann. Train stimmt zu und verfolgt den Dinosaurier. Er rettet ihn vor einigen von Madame Freshias Wachen, die ihn erschießen wollen und schafft es schließlich nach einiger Zeit, ihn mit Svens Hilfe unschädlich zu machen. Rugart schaltet währenddessen Madame Freshias Wachen aus, lässt sie jedoch leben, da ihm dieser Mord zu einfach wäre und er die ganze Zeit an Train denken muss. So landet Flora im Zoo und Train trifft erneut auf Wong.

## Entstehung und Veröffentlichungen

### Manga
1999 erschien in Ausgabe 46 der Weekly Shōnen Jump des Verlags Shūeisha der One Shot Stray Cat. Dieser wurde dann zu einer Serie ausgebaut die ab Ausgabe 32/2000 bis Ausgabe 29/2004 als Black Cat in der Weekly Shōnen Jump lief. Die Einzelkapitel wurden in 20 Sammelbänden (Tankōbon) zusammengefasst.
Glénat veröffentlicht den Manga auf Französisch, Viz Media und Madman Entertainment auf Englisch. Auf Italienisch erscheint er bei Editions Star Comics. Auf Deutsch erschienen bei Carlsen Comics alle 20 Bände. Die Übersetzung stammt von Claudia Peter.

### Anime
2005 produzierte das Studio Gonzo eine 24-teilige Anime-Fernsehserie zum Manga. Der auch für das Storyboard verantwortliche Shin Itagaki führte bei der Serie erstmals auch Regie. Charakterdesigner war Yukiko Akiyama und die künstlerische Leitung übernahm Shigemi Ikeda. Für den Anime wurde die Handlung anders strukturiert. Die im Manga nur in Rückblenden erzählte Zeit Train Heartnets bei Chronos wird am Anfang der Serie vollständig behandelt, wodurch die vielen Rückblicke des Mangas entfallen. Die Serie wurde vom 6. Oktober 2005 bis zum 30. März 2006 durch TBS ausgestrahlt, im gleichen Monat begannen die Ausstrahlungen durch die Sender BS-i, CBC und Mainichi Broadcasting.
Der Anime wurde vom Sender Animax in Südostasien auf Englisch und in Lateinamerika auf Spanisch und Portugiesisch ausgestrahlt. Der Sender space power sendete die Serie auf Arabisch, sie erschien außerdem in den USA, Australien und Großbritannien auf DVD.
Black Cat ist ab Juli 2007 auf Deutsch auf acht DVDs bei OVA Films erschienen.

#### Synchronisation
| Rolle           | Japanischer Sprecher (Seiyū) | Deutscher Sprecher |
| --------------- | ---------------------------- | ------------------ |
| Eve             | Misato Fukuen                | Katja Liebing      |
| Linslet Walker  | Yukana                       | Sarah Brückner     |
| Train Heartnet  | Takashi Kondō                | Simon T. Roden     |
| Sven Vollfied   | Keiji Fujiwara               | Stefan Schleberger |
| River Zastory   | Nobutoshi Canna              | René Dawn-Claude   |
| Silphy Deacroft | Minagawa Junko               | Rieke Werner       |
| Gilbas          | Akio Suyama                  | Dennis Saemann     |

#### Musik
Die Musik der Serie wurde komponiert von Taku Iwasaki. Dabei kommen sowohl Orchester- wie auch Klavierstücke, Chorgesänge und einfache Krimi-Melodien zur Verwendung. Der Vorspanntitel Daia no Hana (ダイアの花) stammt von Yoriko, als Abspannlieder verwendete man Namidaboshi (ナミダボシ) von PUPPYPET und Kutsuzure von Ryoji Matsuda.

### Hörspiel
Im Februar, Juli und Oktober 2005 erschienen drei Hörspiele zu Black Cat auf CD.

### Light Novel
Die Light Novel Black Cat – Hoshi no zanshō (BLACKCAT 星の残照, dt. Black Cat – Die letzten Sonnenstrahlen der Sterne) von Tomohito Ōsaki erschien 2005.

### Videospiel
März 2006 erschien das PlayStation-2-Spiel BlackCat – Kikai shikake no tenshi (BLACKCAT ～機械仕掛けの天使～) und Juni 2007 das Dreamcast-Spiel Black Cat – Kuroneko no kyōsōkyoku (BLACKCAT ～黒猫の協奏曲～).

## Rezeption
Die „turbulente Kopfgeldjagd“ und „actionlastige Story“ ist laut AnimaniA spannend und dank Fantasy- und Mystery-Elementen abwechslungsreich erzählt. Die gewählten Erzählelemente erscheinen innovativ, erinnern teils aber an Serien wie Get Backers und später Naruto. Getrübt werde die Lesefreude auch von der zunächst geringeren Qualität der Zeichnungen, die erst im Laufe der Serie besser werde. Die Anime-Adaption sei durch die Neu-Interpretation für Zuschauer, die den Manga nicht gelesen haben, leicht zugänglich. Es werde Animationen auf gutem Niveau und detailreiche Hintergründe geboten. Die Inszenierung der schnellen und blutigen Kampfszenen mit flüssigen Bewegungen und Standbildern in schnellen Schnitten werde dem Stoff vollkommen gerecht. Die vom Film noir inspirierte Verwendung von extremen Farb- und Hell-Dunkel-Kontrasten harmonisiere gut mit der Stimmung der Erzählung. Das Charakterdesign wirke etwas jünger als in der Vorlage, trage aber gut zur Charakterisierung bei. Auch die glaubwürdige Entwicklung der Charaktere wird hervorgehoben. Gelobt wird ebenso der abwechslungsreiche, hörenswerte und komplexe Soundtracke, der dynamische Vorspann und das eher leichte, humorvolle Ending.
Laut dem Onlinemagazin AnimePro ist Black Cat ein rasant erzählter und „mit viel Slapstick gespickter Action-Anime“.